# Attentati di Roma del 1969
Gli attentati di Roma del 1969 furono una serie di tre esplosioni avvenute il 12 dicembre 1969 in contemporanea ai due messi in atto a Milano in piazza Fontana e in piazza della Scala. I cinque attentati terroristici avvennero in un lasso di tempo di 53 minuti colpendo contemporaneamente Roma e Milano, le due maggiori città d'Italia. A Roma ci furono tre attentati che provocarono 18 feriti, il primo alla Banca Nazionale del Lavoro in via di San Basilio, il secondo a Piazza Venezia e il terzo all'Altare della Patria.

## Storia
Il 12 dicembre 1969 alle 16.55 una bomba esplose a Roma in un sottopassaggio che collega l'entrata di via Veneto della Banca nazionale del lavoro con quella di via di San Basilio, ferendo 14 persone che lavoravano nella banca; una seconda bomba esplose alle 17.22 alla base del pennone dell'altare della patria,  e la terza alle 17.30 all'ingresso del museo del Risorgimento, in piazza Venezia, ferendo altre quattro persone. Nelle ore successive all'attentato vengono fermate circa 80 persone in particolare alcuni anarchici del Circolo anarchico 22 Marzo di Roma, tra i quali Pietro Valpreda, e del Circolo anarchico Ponte della Ghisolfa di Milano, tra i quali c'è Giuseppe Pinelli che viene fermato il 12 dicembre. Le indagini si collegano a quelle della strage di piazza Fontana.